# Srpen 2003
1. srpna – pátek
 V ruské vojenské nemocnici v severoosetském Mozdoku došlo k výbuchu, při němž zahynulo přibližně 50 lidí a desítky dalších byly zraněny, když vůz naložený tunou výbušnin prorazil brány nemocnice a explodoval. 
3. srpna – neděle
 Při nehodě autobusu, který vezl věřící na pouť v Úhorné na východě Slovenska, zemřelo 11 lidí a dalších přibližně 25 bylo zraněno, když řidič nezvládl řízení v prudkých zatáčkách a autobus sjel z úzké silnice. 
4. srpna – pondělí
 Vicepremiér a ministr spravedlnosti Pavel Rychetský podal demisi na obě funkce, kterou předal prezidentovi prostřednictvím premiéra Vladimíra Špidly. 
 Počet lesních požárů na západním pobřeží Kanady dosáhl čísla 350, přičemž Britská Kolumbie hlásila největší škody za posledních 50 let, kdy plameny zničily více než 40 000 hektarů lesa. Jeden člověk zemřel a téměř 10 000 lidí muselo opustit své domovy. 
5. srpna – úterý
 Při teroristickém útoku indonéské v Jakartě zahynulo nejméně 14 lidí a na 150 bylo zraněno, když sebevražedný atentátník odpálil nálož ukrytou v autě u hotelu Marriott. 
6. srpna – středa
 Prezident Václav Klaus jmenoval tři nové ústavní soudce, Pavla Holländera, Vojena Güttlera a Pavla Rychetského, který se stal také předsedou Ústavního soudu. 
9. srpna – sobota
 V Japonsku zemřelo 9 lidí a 12 bylo pohřešováno po tajfunu Etau, který přinesl silný vítr a prudký déšť. Nejvíce postižený byl ostrov Hokkaidó, kde rozvodněná řeka smetla dva automobily včetně minibusu s pětičlennou rodinou. 
11. srpna – pondělí
 Liberijský prezident Charles Taylor odstoupil z úřadu a prohlásil, že tak chce zastavit 14 let trvající konflikt v zemi. 
14. srpna – čtvrtek
 Největší výpadek elektrického proudu v amerických dějinách zasáhl velkoměsta jako New York, Detroit, Toronto a Ottawa a další místa na severovýchodě a středozápadě USA či jihu Kanady. 
16. srpna – sobota
 Při srážce dvou příměstských vlaků na předměstí Mnichova se zranilo 24 cestujících, z toho dva těžce. Škody na vozech se odhadovaly na 1,6 milionu eur. 
 Libye uznala svou odpovědnost za pumový útok na letoun společnosti Pan Am nad Lockerbie v roce 1988, při němž zahynulo 270 lidí. Splnila tak podmínky pro odvolání sankcí OSN. 
19. srpna – úterý
 Při sebevražedném atentátu v autobuse v Jeruzalémě zahynulo 20 lidí a více než 100 dalších bylo zraněno, když palestinský radikál odpálil nálož ukrytou ve voze. K útoku se přihlásilo hnutí Islámský džihád. 
20. srpna – středa
 Nákladní automobil s výbušninami najel do sídla OSN v Bagdádu. Při explozi zahynulo nejméně 20 lidí včetně zvláštního vyslance OSN, Sergia Vieiry de Mella, a až 100 dalších bylo zraněno. 
21. srpna – čtvrtek
 Premiér Vladimír Špidla se v Praze sešel s japonským premiérem Džuničiró Koizumim, který mu při setkání představil humanoidního robota ASIMO. 
23. srpna – sobota
 Při explozi brazilské rakety na základně Alcantara zahynulo 21 lidí a desítky byly zraněny. Výbuch zničil i družici a způsobil tak třetí neúspěšný pokus Brazílie o vlastní vesmírný program. 
25. srpna – pondělí
 Dva výbuchy v centru indické Bombaje si vyžádaly 46 mrtvých a 150 zraněných. 
28. srpna – čtvrtek
 Výpadek elektřiny na 34 minut ochromil provoz londýnského metra a železničních nádraží na jihu metropole. Mnoho lidí zůstalo uvězněno ve vagonech a tisíce se vyhrnuly do ulic. 
30. srpna – sobota
 Ruská jaderná ponorka K-159 s deseti členy posádky se potopila v Barentsově moři asi 5,5 kilometru od ostrova Kildin v hloubce 238 metrů. Podařilo se zachránit jednoho námořníka. 
 Ve Francii zemřel novinář, spisovatel a ministr kultury Pavel Tigrid ve věku nedožitých 86 let . 